# Thesaurus Linguae Graecae (Hamburg)
Der Thesaurus Linguae Graecae war eine von Bruno Snell 1944 gegründete Forschungsstelle des Instituts für Griechische und Lateinische Philologie der Universität Hamburg. Sie widmete sich in zwei Abteilungen langfristigen lexikographischen Projekten aus dem Bereich der Gräzistik, die einer vollständigen Erfassung des gesamten altgriechischen Wortschatzes zuarbeiten sollen, analog zum Projekt des Thesaurus Linguae Latinae.
In der ersten Abteilung „Hippokratische Forschungen“ wurde ein Index Hippocraticus erstellt, landläufig auch „Hippokrateslexikon“ genannt. Die andere Abteilung wurde 2010 mit dem „Lexikon des frühgriechischen Epos“ abgeschlossen.

## Index Hippocraticus
- Joseph-Hans Kühn, Ulrich Fleischer et al.: Index Hippocraticus. Vandenhoeck & Ruprecht, Göttingen 1989, Α–Δ: 1986 Digitalisat, Ε–Κ: 1987 Digitalisat, Λ–Π: 1988 Digitalisat, Π–Ω, Addenda et Corrigenda: 1989 Digitalisat,
- Anargyros Anastassiou, Dieter Irmer: Index Hippocraticus. Supplement. Vandenhoeck & Ruprecht, Göttingen 1999, Digitalisat